# Rafail Levitski

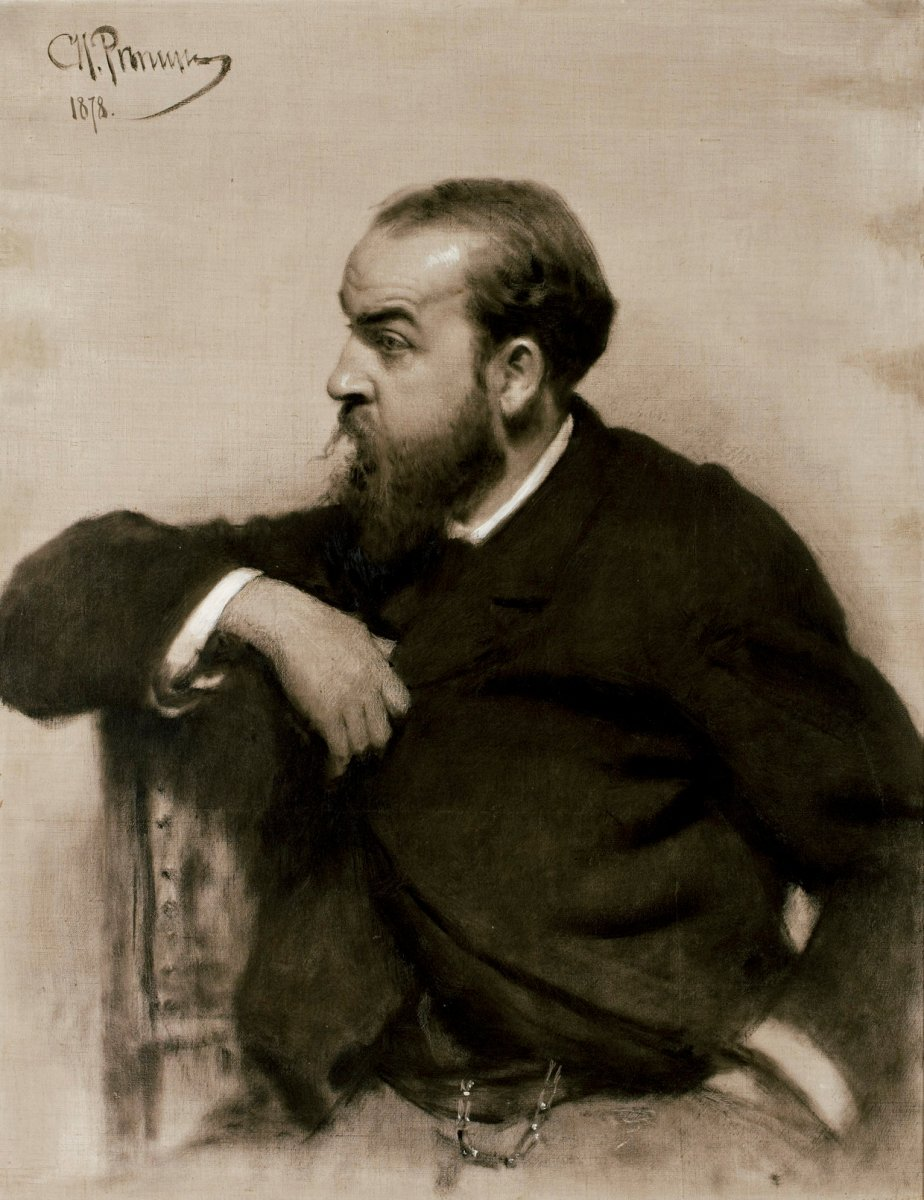
Portret van Rafail Levitski, door Ilja Repin, 1847, Ateneum, Helsinki

 Rafail Sergejevitsj Levitski (Russisch: Рафаи́л Сергее́вич Леви́цкий) (1847 – 1940) was een Russisch kunstschilder en fotograaf. Hij maakte deel uit van de Peredvizjniki-beweging en wordt gerekend tot het realisme en later het impressionisme.

## Leven en werk
Rafail Levitski werd geboren als zoon van Sergej Levitski, een van de belangrijkste pioniers van de fotografie en de eerste Russische professionele fotograaf. Rafail studeerde aan de kunstacademie in Sint-Petersburg, waar hij onder anderen Vasili Polenov en Ilja Repin leerde kennen. Zijn eerste werken waren sterk realistisch en in 1880 werd hij lid van de Peredvizjniki (De Zwervers). Na reizen naar Italië in 1885, 1896 en 1907 veranderde hij zijn stijl richting het impressionisme en maakte hij vooral naam als schilder van genrestukken. In 1914 documenteerde hij het Silezisch offensief van de Russische strijdkrachten tijdens de Eerste Wereldoorlog.
Behalve als kunstschilder maakte Rafail Levitski ook naam als fotograaf. Hij leerde het vak van zijn vader, die later hoffotograaf van de tsaar werd. Na een werkverblijf met zijn vader in Parijs openden zij gezamenlijk een fotostudio in Sint-Petersburg en fotografeerden zij tal van bekende kunstenaars en hoogwaardigheidsbekleders, maar ook mensen van alledag. Na de dood van zijn vader nam Rafail zijn vaders rol als hoffotograaf van de tsaar over en maakte hij als zodanig een grote hoeveelheid portretten. Als fotograaf streefde hij naar het vastleggen van gevoelens en staat hij bekend als de eerste Rus die de fotografie als kunstvorm benaderde.
Rafail Levistki is ook de geschiedenis ingegaan als vriend van Lev Tolstoj en Ilja Repin, die hij beiden veelvuldig bezocht.
Zijn brieven aan Vasili Polenov worden literair hoog aangeslagen en geven een goed inzicht in het kunstenaarsleven in Rusland van rond 1900.
Na de Russische Revolutie moest Rafail Levitski zijn fotostudio sluiten vanwege zijn gelieerdheid met het keizerlijke hof.

## Galerij

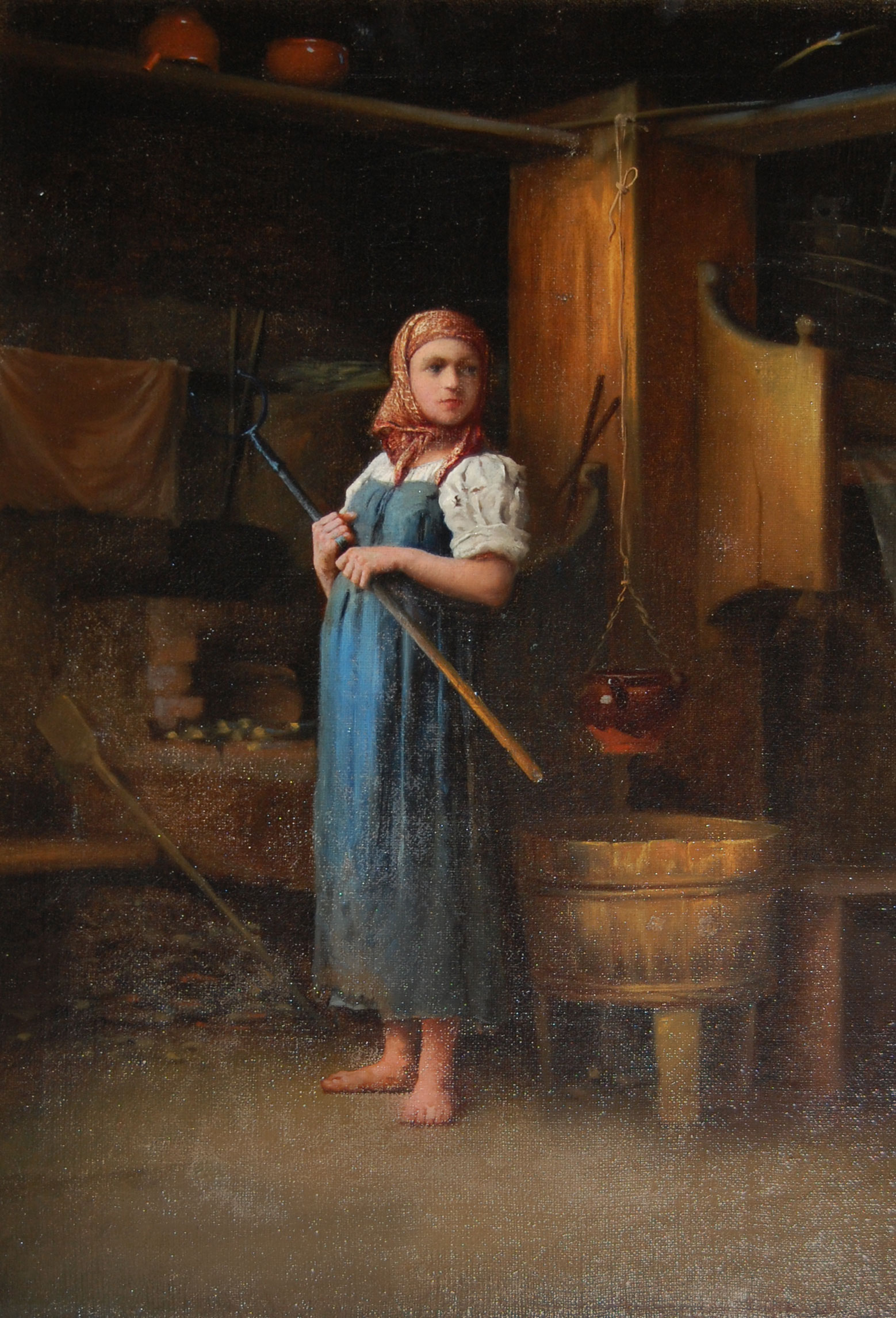
Portret van een dorpsmeisje, 1877, Nekrasov Apartment Museum, Sint-Petersburg
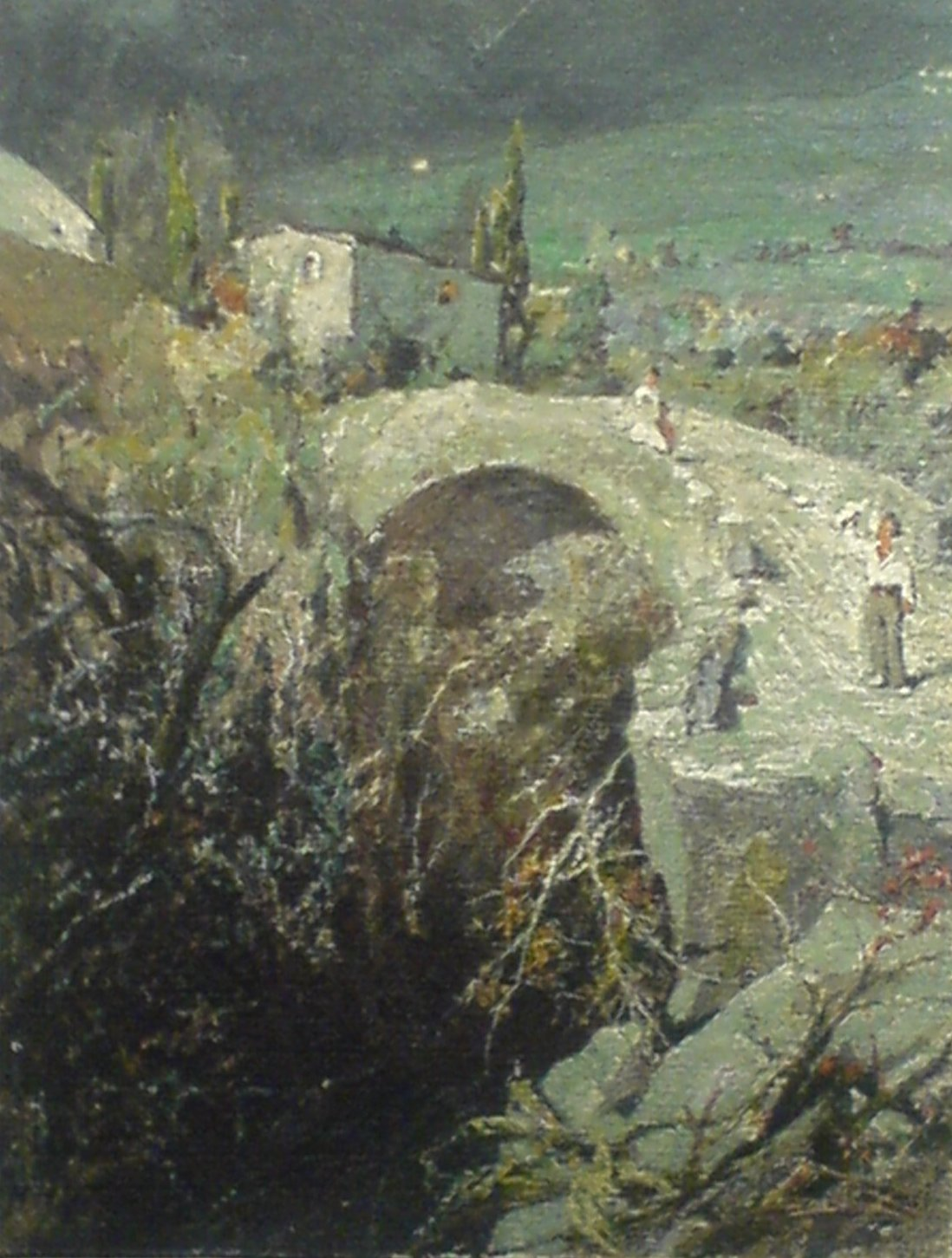
Avondstemming in Rapallo, 1885
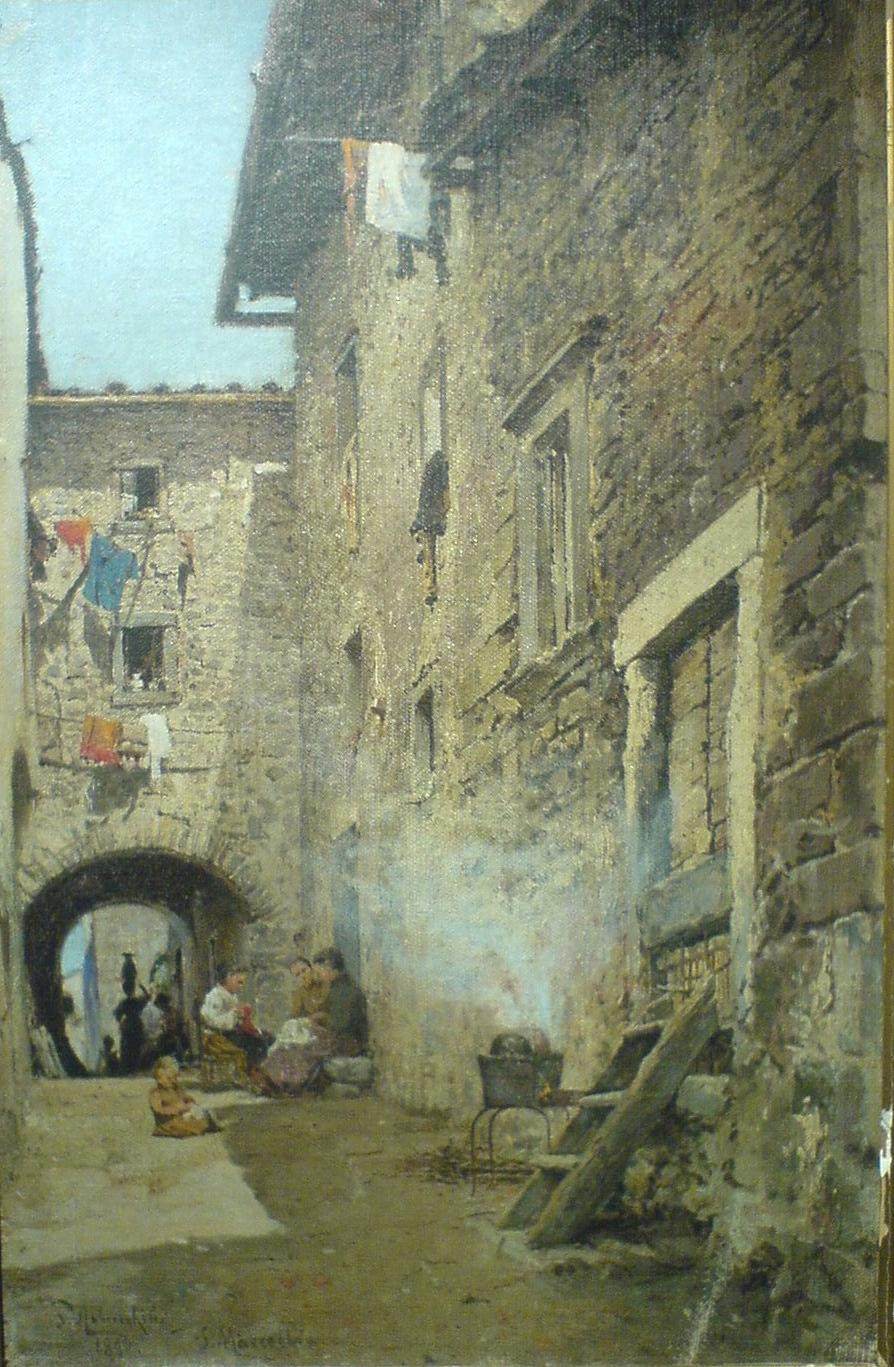
Uitzicht op Mazzolada, 1896
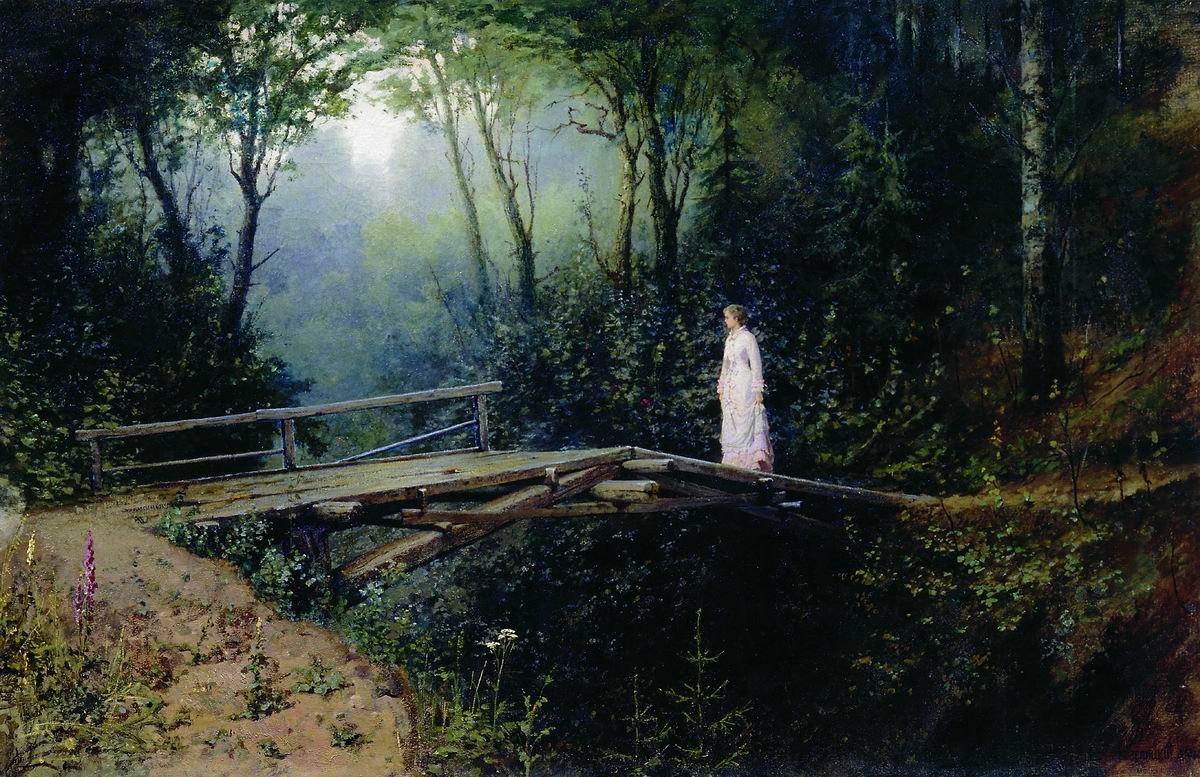
Brug in het woud, Stavropol Regionaal Museum

## Foto’s

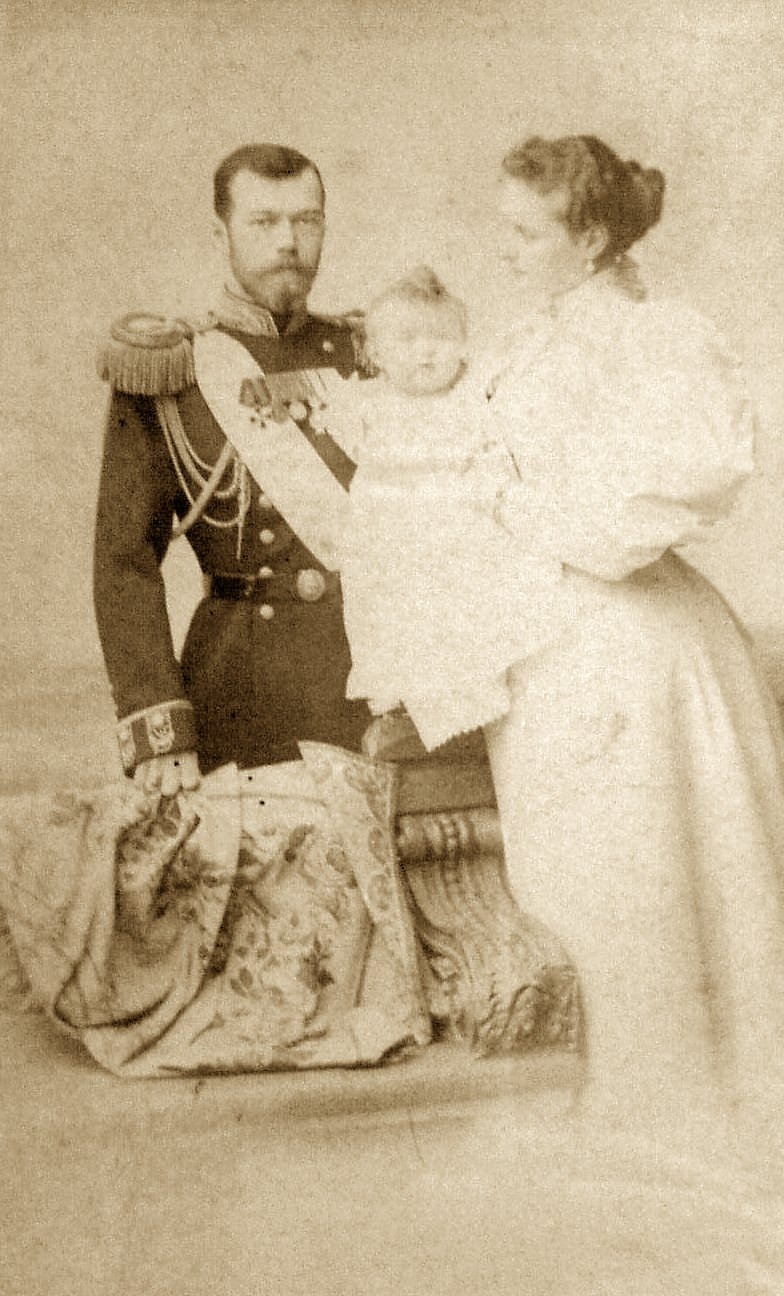
Tsaar Nicolaas II en zijn vrouw Tsarina Alexandra, 1896
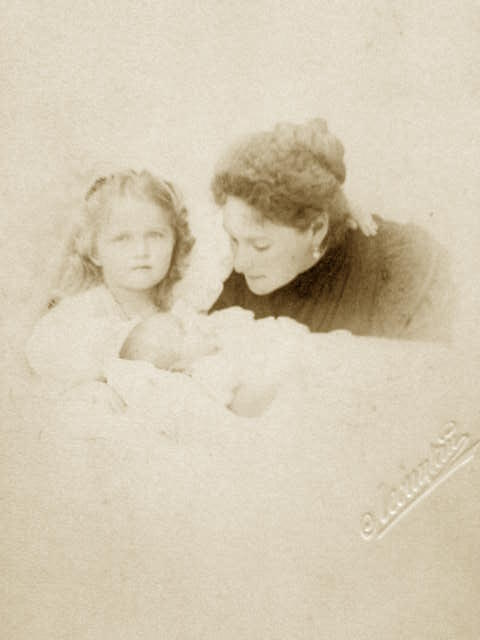
Tsarina Alexandra en haar dochters Olga en Maria, 1899
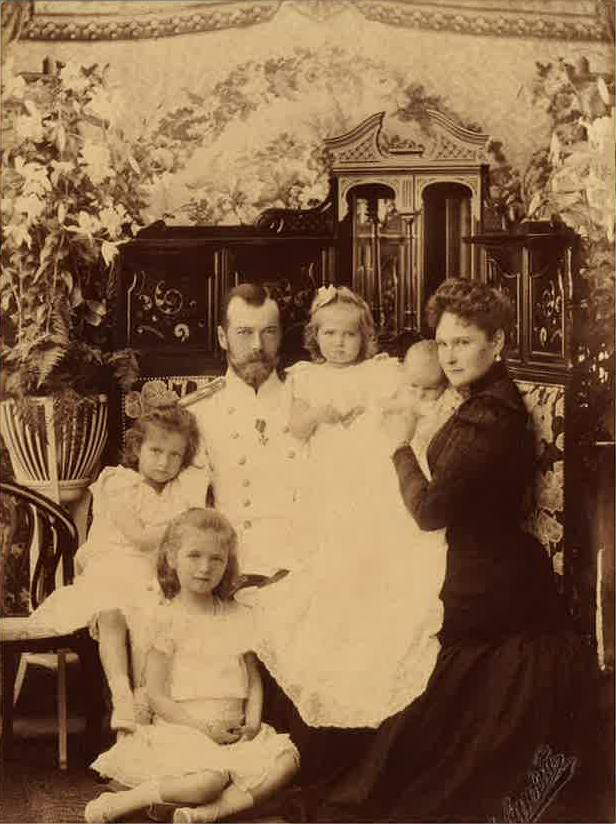
Tsaar Nicolaas II en zijn familie, 1901